# Saint-Martial-de-Nabirat
Pour les articles homonymes, voir Saint-Martial.
Saint-Martial-de-Nabirat est une commune française située dans le département de la Dordogne, en région Nouvelle-Aquitaine.

## Géographie

### Généralités
En Périgord noir, dans le quart sud-est du département de la Dordogne et à proximité du département du Lot, la commune de Saint-Martial-de-Nabirat est bordée au sud par le Céou, un affluent de la Dordogne. C'est une commune rurale qui fait partie de l'aire d'attraction de Sarlat-la-Canéda.
Traversé par la route départementale (RD) 46, le bourg de Saint-Martial-de-Nabirat se situe, en distances orthodromiques, dix kilomètres à l'ouest du centre-ville de Gourdon et dix-sept kilomètres au sud de celui de Sarlat-la-Canéda.
Le territoire communal est également desservi au sud par la RD 52 qui longe le Céou.

### Communes limitrophes
Saint-Martial-de-Nabirat est limitrophe de six autres communes. Au sud-est, son territoire est distant de 550 mètres de celui de Salviac, et au nord de 700 mètres de celui de Domme.
| Daglan | Cénac-et-Saint-Julien    | Nabirat                |
|        | Saint-Martial-de-Nabirat |                        |
| Bouzic | Florimont-Gaumier        | Saint-Aubin-de-Nabirat |

### Géologie et relief

#### Géologie
Situé sur la plaque nord du Bassin aquitain et bordé à son extrémité nord-est par une frange du Massif central, le département de la Dordogne présente une grande diversité géologique. Les terrains sont disposés en profondeur en strates régulières, témoins d'une sédimentation sur cette ancienne plate-forme marine. Le département peut ainsi être découpé sur le plan géologique en quatre gradins différenciés selon leur âge géologique. Saint-Martial-de-Nabirat est située dans le deuxième gradin à partir du nord-est, un plateau formé de roches calcaires très dures du Jurassique que la mer a déposées par sédimentation chimique carbonatée, en bancs épais et massifs.
Elle est dans le causse de Daglan, au sud-ouest autour de Daglan, entre Saint-Cyprien, Domme et Villefranche-du-Périgord, vaste ensemble éclaté présentant de nombreux faciès calcaires, constitués principalement de pelouses sèches, de steppes, et de forêts perdant leurs feuilles en hiver.
Les couches affleurantes sur le territoire communal sont constituées de formations superficielles du Quaternaire datant du Cénozoïque et de roches sédimentaires du Mésozoïque. La formation la plus ancienne, notée j6-7, date du Kimméridgien terminal au Tithonien, composée de calcaires micritiques en petits bancs alternant avec des bancs marneux à lumachelles. La formation la plus récente, notée Fy3-z, fait partie des formations superficielles de type alluvions subactuelles à actuelles. Le descriptif de ces couches est détaillé dans  la feuille « no 832 - Gourdon » de la carte géologique au 1/50 000 de la France métropolitaine, et sa notice associée.

Carte géologique de Saint-Martial-de-Nabirat.

#### Relief et paysages

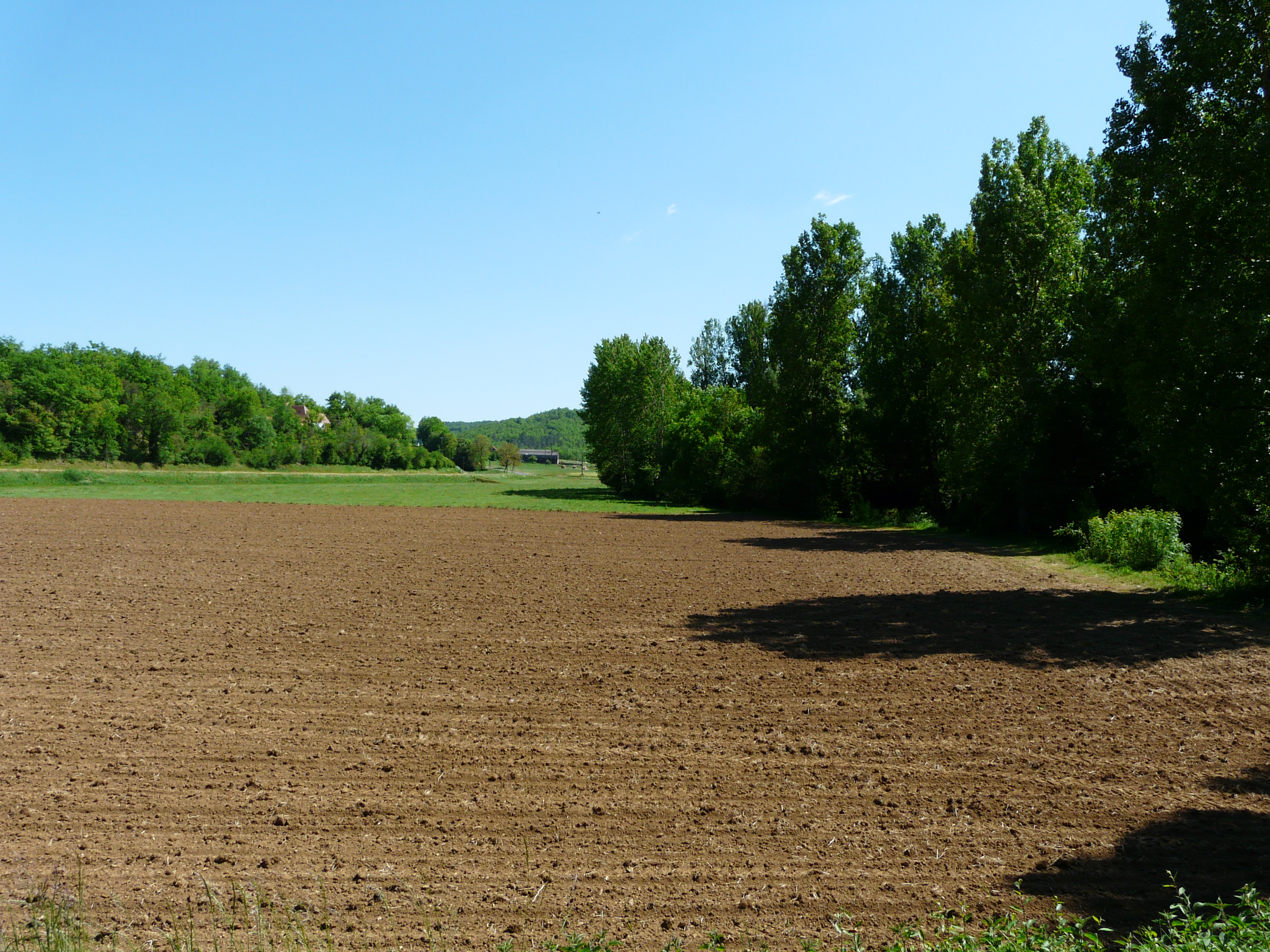
La vallée du Céou, au sud de la commune, au niveau du pont de Gaumier.

Le département de la Dordogne se présente comme un vaste plateau incliné du nord-est (491 m, à la forêt de Vieillecour dans le Nontronnais, à Saint-Pierre-de-Frugie) au sud-ouest (2 m à Lamothe-Montravel). L'altitude du territoire communal varie quant à elle entre 105 mètres à l'extrême sud-ouest, là où le Céou quitte la commune et entre sur celle de Bouzic, et 238 mètres au nord-est, au niveau du château d'eau de Lol Haut,.
Dans le cadre de la Convention européenne du paysage entrée en vigueur en France le 1er juillet 2006, renforcée par la loi du 8 août 2016 pour la reconquête de la biodiversité, de la nature et des paysages, un atlas des paysages de la Dordogne a été élaboré sous maîtrise d’ouvrage de l’État et publié en octobre 2020. Les paysages du département s'organisent en huit unités paysagères,. La commune fait partie du Périgord noir, un paysage vallonné et forestier, qui ne s’ouvre que ponctuellement autour de vallées-couloirs et d’une multitude de clairières de toutes tailles. Il s'étend du nord de la Vézère au sud de la Dordogne (en amont de Lalinde) et est riche d’un patrimoine exceptionnel.
La superficie cadastrale de la commune publiée par l'Insee, qui sert de référence dans toutes les statistiques, est de 15,57 km2,,. La superficie géographique, issue de la BD Topo, composante du Référentiel à grande échelle produit par l'IGN, est quant à elle de 15,71 km2.

### Hydrographie

#### Réseau hydrographique
La commune est située dans le bassin de la Dordogne au sein du Bassin Adour-Garonne. Elle est drainée par le Céou, le Riol et par deux petits cours d'eau, qui constituent un réseau hydrographique de 8,5 km de longueur totale,.
Le Céou, d'une longueur totale de 55,07 km, prend sa source dans le Lot dans la commune de Séniergues et se jette en rive gauche de la Dordogne à Castelnaud-la-Chapelle, face à Vézac. Il borde la commune au sud sur plus de quatre kilomètres et demi, face à Saint-Aubin-de-Nabirat, Florimont-Gaumier et Bouzic.
Son affluent de rive droite le Riol sert de limite territoriale au nord-ouest sur plus d'un kilomètre et demi face à Cénac-et-Saint-Julien et Daglan.

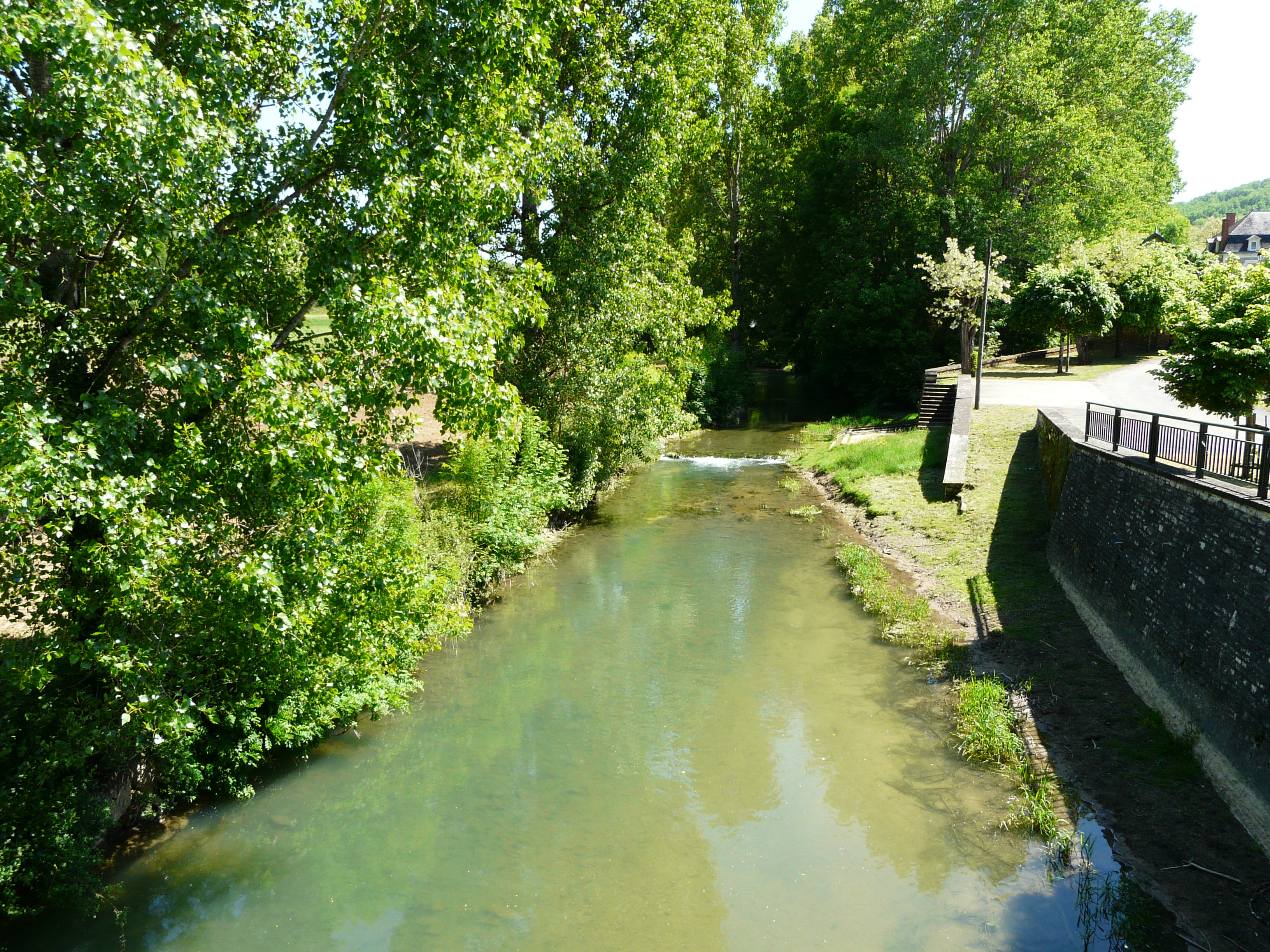
Au pont de Gaumier, le Céou sert de limite naturelle aux communes de Saint-Martial-de-Nabirat (à gauche) et Florimont-Gaumier.
Réseaux hydrographique et routier de Saint-Martial-de-Nabirat.

#### Gestion et qualité des eaux
Le territoire communal est couvert par le schéma d'aménagement et de gestion des eaux (SAGE) « Dordogne amont ». Ce document de planification, dont le territoire s'étend des sources de la Dordogne jusqu'à la confluence de la Vézère à Limeuil, d'une superficie de 9 700 km2 est en cours d'élaboration. La structure porteuse de l'élaboration et de la mise en œuvre est l'établissement public territorial de bassin de la Dordogne (EPIDOR). Il définit sur son territoire les objectifs généraux d’utilisation, de mise en valeur et de protection quantitative et qualitative des ressources en eau superficielle et souterraine, en respect des objectifs de qualité définis dans le troisième SDAGE  du Bassin Adour-Garonne qui couvre la période 2022-2027, approuvé le 10 mars 2022.
La qualité des eaux de baignade et des cours d’eau peut être consultée sur un site dédié géré par les agences de l’eau et l’Agence française pour la biodiversité.

### Climat
Pour des articles plus généraux, voir Climat de la Nouvelle-Aquitaine et Climat de la Dordogne.
Historiquement, la commune est exposée à un climat océanique aquitain.  
En 2020, Météo-France publie une typologie des climats de la France métropolitaine dans laquelle la commune est exposée à un climat océanique altéré et est dans une zone de transition entre les régions climatiques « Aquitaine, Gascogne » et « Ouest et nord-ouest du Massif Central ». La première est caractérisée par une pluviométrie abondante au printemps, modérée en automne, un faible ensoleillement au printemps, un été chaud (19,5 °C), des vents faibles, des brouillards fréquents en automne et en hiver et des orages fréquents en été (15 à 20 jours).  La seconde présente une pluviométrie annuelle de 900 à 1 500 mm, maximale en automne et en hiver.
Pour la période 1971-2000, la température annuelle moyenne est de 12,4 °C, avec  une amplitude thermique annuelle de 15,2 °C. Le cumul annuel moyen de précipitations est de 965 mm, avec 11,4 jours de précipitations en janvier et 7 jours en juillet. Pour la période 1991-2020, la température moyenne annuelle observée sur la station météorologique la plus proche, située sur la commune de Pays de Belvès à 20 km à vol d'oiseau, est de 13,0 °C et le cumul annuel moyen de précipitations est de 888,2 mm,. Pour l'avenir, les paramètres climatiques de la commune estimés pour 2050 selon différents scénarios d’émission de gaz à effet de serre sont consultables sur un site dédié publié par Météo-France en novembre 2022.

## Urbanisme

### Typologie
Au 1er janvier 2024, Saint-Martial-de-Nabirat est catégorisée commune rurale à habitat dispersé, selon la nouvelle grille communale de densité à 7 niveaux définie par l'Insee en 2022.
Elle est située hors unité urbaine. Par ailleurs la commune fait partie de l'aire d'attraction de Sarlat-la-Canéda, dont elle est une commune de la couronne,. Cette aire, qui regroupe 45 communes, est catégorisée dans les aires de moins de 50 000 habitants,.

### Occupation des sols
L'occupation des sols de la commune, telle qu'elle ressort de la base de données européenne d’occupation biophysique des sols Corine Land Cover (CLC), est marquée par l'importance des territoires agricoles (53,8 % en 2018), en augmentation par rapport à 1990 (52,9 %). La répartition détaillée en 2018 est la suivante : 
zones agricoles hétérogènes (47,5 %), forêts (43,8 %), prairies (6,3 %), zones urbanisées (2,4 %). L'évolution de l’occupation des sols de la commune et de ses infrastructures peut être observée sur les différentes représentations cartographiques du territoire : la carte de Cassini (XVIIIe siècle), la carte d'état-major (1820-1866) et les cartes ou photos aériennes de l'IGN pour la période actuelle (1950 à aujourd'hui).

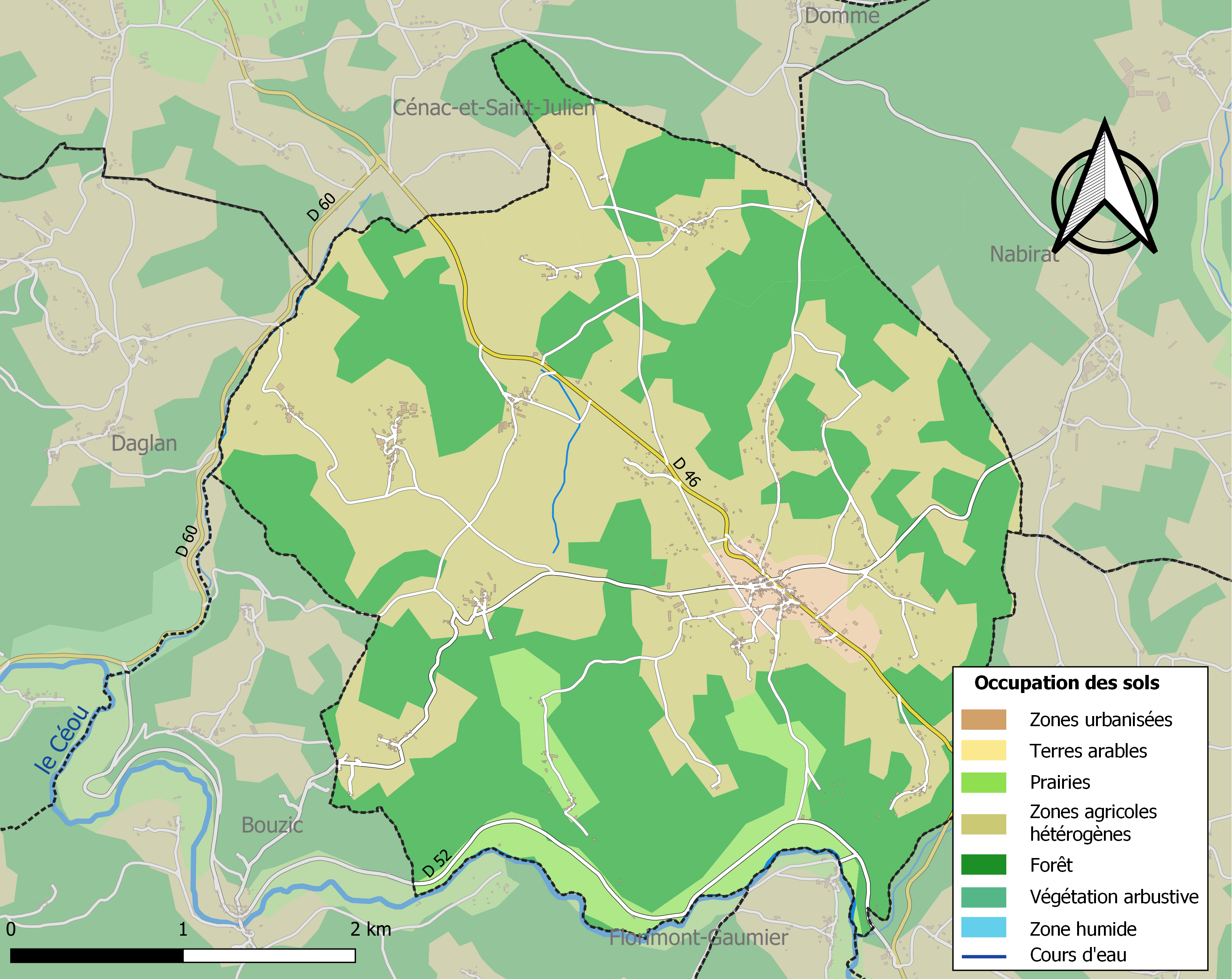
Carte des infrastructures et de l'occupation des sols de la commune en 2018 (CLC).

### Prévention des risques
Le territoire de la commune de Saint-Martial-de-Nabirat est vulnérable à différents aléas naturels : météorologiques (tempête, orage, neige, grand froid, canicule ou sécheresse), inondations, feux de forêts, mouvements de terrains et séisme (sismicité très faible). Un site publié par le BRGM permet d'évaluer simplement et rapidement les risques d'un bien localisé soit par son adresse soit par le numéro de sa parcelle.
Certaines parties du territoire communal sont susceptibles d’être affectées par le risque d’inondation par débordement de cours d'eau, notamment le Céou. La commune a été reconnue en état de catastrophe naturelle au titre des dommages causés par les inondations et coulées de boue survenues en 1982, 1996 et 1999,.
Saint-Martial-de-Nabirat est exposée au risque de feu de forêt. L’arrêté préfectoral du 14 mars 2013 fixe les conditions de pratique des incinérations et de brûlage dans un objectif de réduire le risque de départs d’incendie. À ce titre, des périodes sont déterminées : interdiction totale du 15 février au 15 mai et du 15 juin au 15 octobre, utilisation réglementée du 16 mai au 14 juin et du 16 octobre au 14 février. En septembre 2020, un plan inter-départemental de protection des forêts contre les incendies (PidPFCI) a été adopté pour la période 2019-2029,.

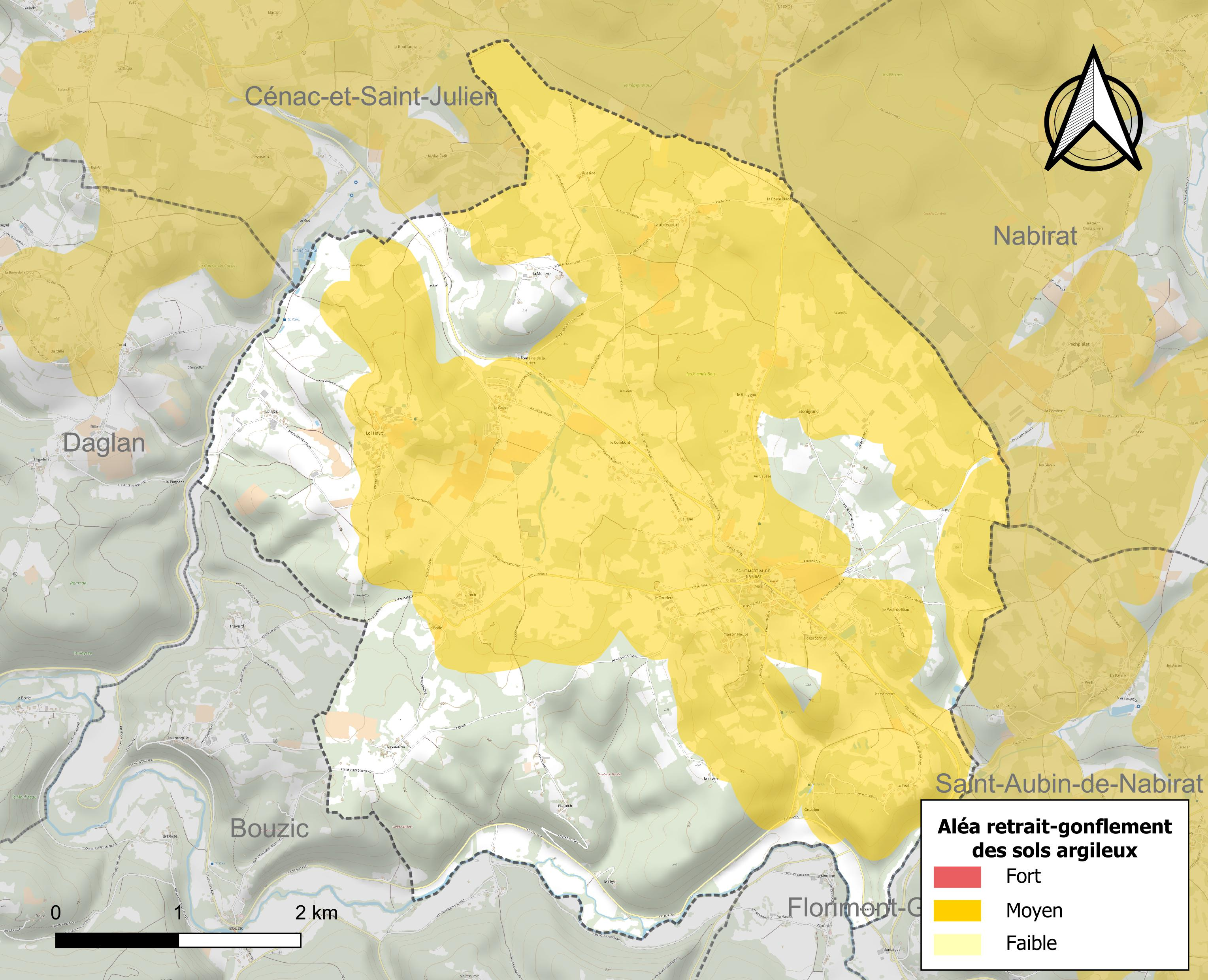
Carte des zones d'aléa retrait-gonflement des sols argileux de Saint-Martial-de-Nabirat.

Les mouvements de terrains susceptibles de se produire sur la commune sont des tassements différentiels. Le retrait-gonflement des sols argileux est susceptible d'engendrer des dommages importants aux bâtiments en cas d’alternance de périodes de sécheresse et de pluie. 63,8 % de la superficie communale est en aléa moyen ou fort (58,6 % au niveau départemental et 48,5 % au niveau national métropolitain). Depuis le 1er octobre 2020, en application de la loi ÉLAN, différentes contraintes s'imposent aux vendeurs, maîtres d'ouvrages ou constructeurs de biens situés dans une zone classée en aléa moyen ou fort,.
La commune a été reconnue en état de catastrophe naturelle au titre des dommages causés par la sécheresse en 1995 et 2011 et par des mouvements de terrain en 1999.

## Toponymie
Le nom de la commune se réfère à saint Martial, évêque de Limoges au IIIe siècle, et à la proximité de Nabirat.
En occitan, la commune porte le nom de Sent Marçal de Nabirac.

## Histoire
L'église Saint-Martial fut bâtie à l'époque romane. La première mention écrite connue du lieu remonte au XIVe siècle, sous la forme Sanctus Martialis prope monte Domae (« Saint Martial près du mont de Domme »).
En 1828, la commune de « Saint-Martial » prend le nom de « Saint-Martial-de-Nabirat ».
En 1973, elle fusionne avec la commune de Saint-Aubin-de-Nabirat sous le nom de Saint-Martial-et-Saint-Aubin-de-Nabirat. Cette fusion est annulée en 1984, et les deux communes initiales sont rétablies.

## Politique et administration

### Rattachements administratifs
La commune de Saint-Martial-de-Nabirat a, dès 1790, été rattachée au canton de Daglan qui dépendait du district de Sarlat jusqu'en 1795, date de suppression des districts. Lorsque ce canton est supprimé par la loi du 8 pluviôse an IX (28 janvier 1801)  portant sur la « réduction du nombre de justices de paix », la commune est rattachée au canton de Domme dépendant de l'arrondissement de Sarlat (devenu l'arrondissement de Sarlat-la-Canéda en 1965).

### Intercommunalité
Fin 1997, Saint-Martial-de-Nabirat intègre dès sa création la communauté de communes du Canton de Domme. Celle-ci est dissoute au 31 décembre 2013 et remplacée au 1er janvier 2014 par la communauté de communes de Domme-Villefranche du Périgord.

### Administration municipale
La population de la commune étant comprise entre 500 et 1 499 habitants au recensement de 2017, quinze conseillers municipaux ont été élus en 2020,.

### Liste des maires

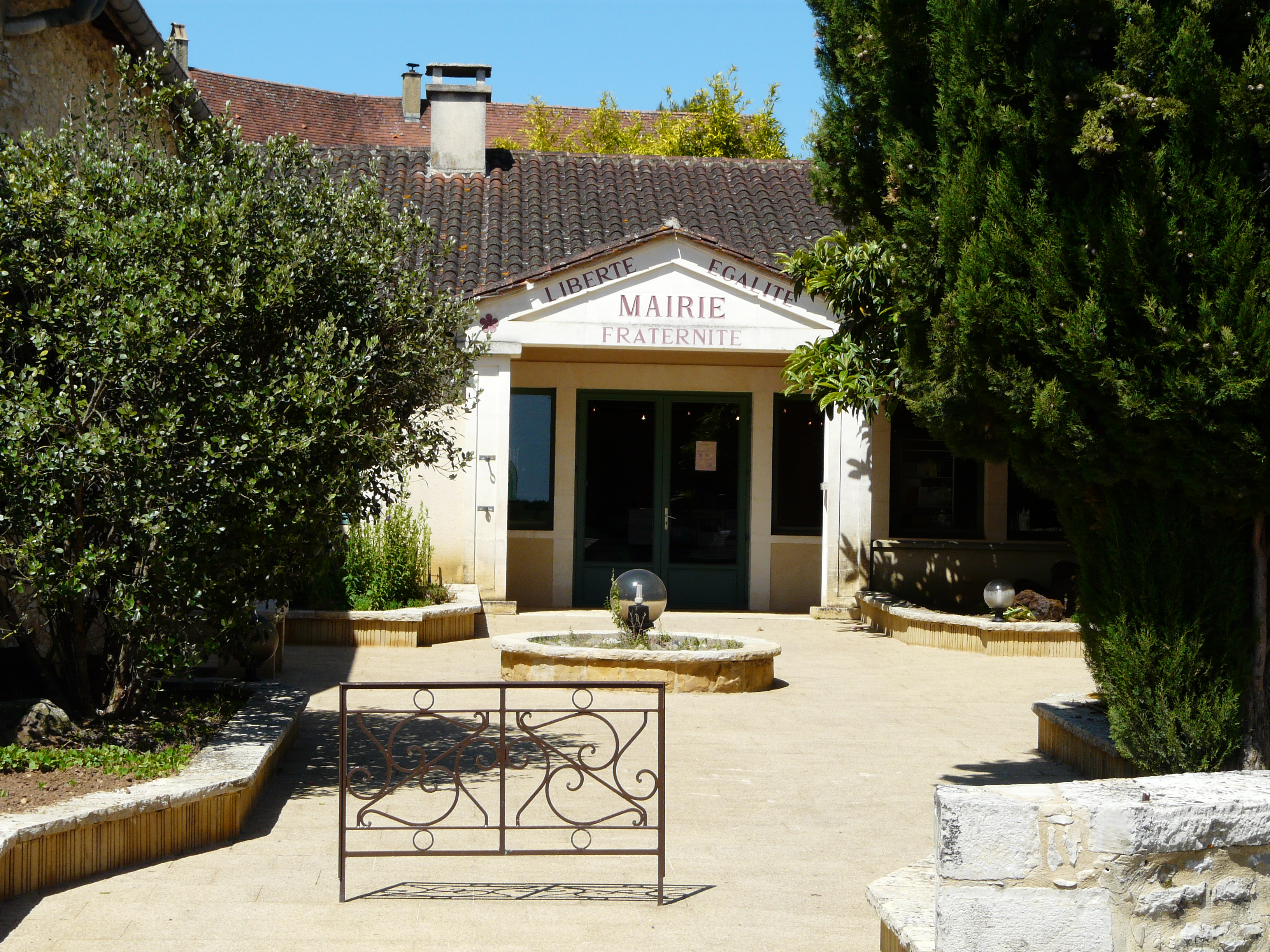
La mairie.

| Période                                  | Période      | Identité              | Étiquette | Qualité                             |
| ---------------------------------------- | ------------ | --------------------- | --------- | ----------------------------------- |
| Les données manquantes sont à compléter. |              |                       |           |                                     |
|                                          |              |                       |           |                                     |
| 1953                                     | 1977         | Pierre Courbès        |           |                                     |
|                                          |              |                       |           |                                     |
| 1989                                     | mars 2008    | Jean-Guy Planche      |           |                                     |
| mars 2008                                | avril 2014   | Pascal Grousset       | SE        | Directeur de communauté de communes |
| avril 2014                               | juillet 2020 | Jean-Pierre Coudoumie |           |                                     |
| juillet 2020                             | En cours     | Hervé Ménardie        |           |                                     |

## Équipements et services publics

### Justice
En 2023, dans le domaine judiciaire, Saint-Martial-de-Nabirat relève : 
- du tribunal de proximité de Sarlat-la-Canéda ;
- du tribunal judiciaire, du tribunal pour enfants, du conseil de prud'hommes et du tribunal de commerce de Bergerac ;
- du pôle Nationalité du tribunal judiciaire de Périgueux (compétent uniquement dans le domaine de la nationalité) ;
- de la cour d'appel et de la  cour administrative d'appel de Bordeaux.

## Population et société

### Démographie
L'évolution du nombre d'habitants est connue à travers les recensements de la population effectués dans la commune depuis 1793. Pour les communes de moins de 10 000 habitants, une enquête de recensement portant sur toute la population est réalisée tous les cinq ans, les populations de référence des années intermédiaires étant quant à elles estimées par interpolation ou extrapolation. Pour la commune, le premier recensement exhaustif entrant dans le cadre du nouveau dispositif a été réalisé en 2008.

En 2022, la commune comptait 578 habitants, en évolution de −2,86 % par rapport à 2016 (Dordogne : +0,37 %, France hors Mayotte : +2,11 %).
| 1793 | 1800 | 1806 | 1821 | 1831  | 1836  | 1841  | 1846  | 1851  |
| ---- | ---- | ---- | ---- | ----- | ----- | ----- | ----- | ----- |
| 925  | 906  | 980  | 924  | 1 162 | 1 206 | 1 213 | 1 215 | 1 157 |

| 1856  | 1861  | 1866  | 1872  | 1876  | 1881  | 1886  | 1891 | 1896 |
| ----- | ----- | ----- | ----- | ----- | ----- | ----- | ---- | ---- |
| 1 166 | 1 126 | 1 129 | 1 133 | 1 053 | 1 067 | 1 005 | 971  | 915  |

| 1901 | 1906 | 1911 | 1921 | 1926 | 1931 | 1936 | 1946 | 1954 |
| ---- | ---- | ---- | ---- | ---- | ---- | ---- | ---- | ---- |
| 898  | 853  | 825  | 709  | 689  | 669  | 640  | 598  | 551  |

| 1962 | 1968 | 1975 | 1982 | 1990 | 1999 | 2006 | 2008 | 2013 |
| ---- | ---- | ---- | ---- | ---- | ---- | ---- | ---- | ---- |
| 494  | 473  | 574  | 537  | 512  | 513  | 614  | 644  | 616  |

| 2018 | 2022 | - | - | - | - | - | - | - |
| ---- | ---- | - | - | - | - | - | - | - |
| 574  | 578  | - | - | - | - | - | - | - |

#### Remarque
De 1973 à 1983, Saint-Martial-de-Nabirat avait fusionné avec Saint-Aubin-de-Nabirat, formant la nouvelle commune éphémère de Saint-Martial-et-Saint-Aubin-de-Nabirat. Les chiffres des recensements de 1975 et 1982 ci-dessus correspondent à ceux du total des deux communes. À cette époque, Saint-Martial-de-Nabirat seule avait 463 habitants en 1975 et 415 habitants en 1982.

### Manifestations culturelles et festivités
À la fin de l'hiver, « Foire de l'arbre » dans les rues et places du bourg (36e édition en 2025).

## Économie

### Emploi
En 2015, parmi la population communale comprise entre 15 et 64 ans, les actifs représentent 214 personnes, soit 35,4 % de la population municipale. Le nombre de chômeurs (dix-neuf) a diminué par rapport à 2010 (vingt-huit) et le taux de chômage de cette population active s'établit à 9,0 %.

### Établissements
Au 31 décembre 2015, la commune compte 61 établissements, dont vingt-neuf au niveau des commerces, transports ou services, treize dans la construction, neuf dans l'agriculture, la sylviculture ou la pêche, six relatifs au secteur administratif, à l'enseignement, à la santé ou à l'action sociale, et quatre dans l'industrie.

## Culture locale et patrimoine

### Lieux et monuments
- Église Saint-Martial[58] du XIIe siècle, avec clocher du XIXe siècle[59].
- Pigeonnier à Leyssalles.
- Sous le bourg se situe la grotte du Curé comportant une vaste salle d'effondrement et des concrétions[60].

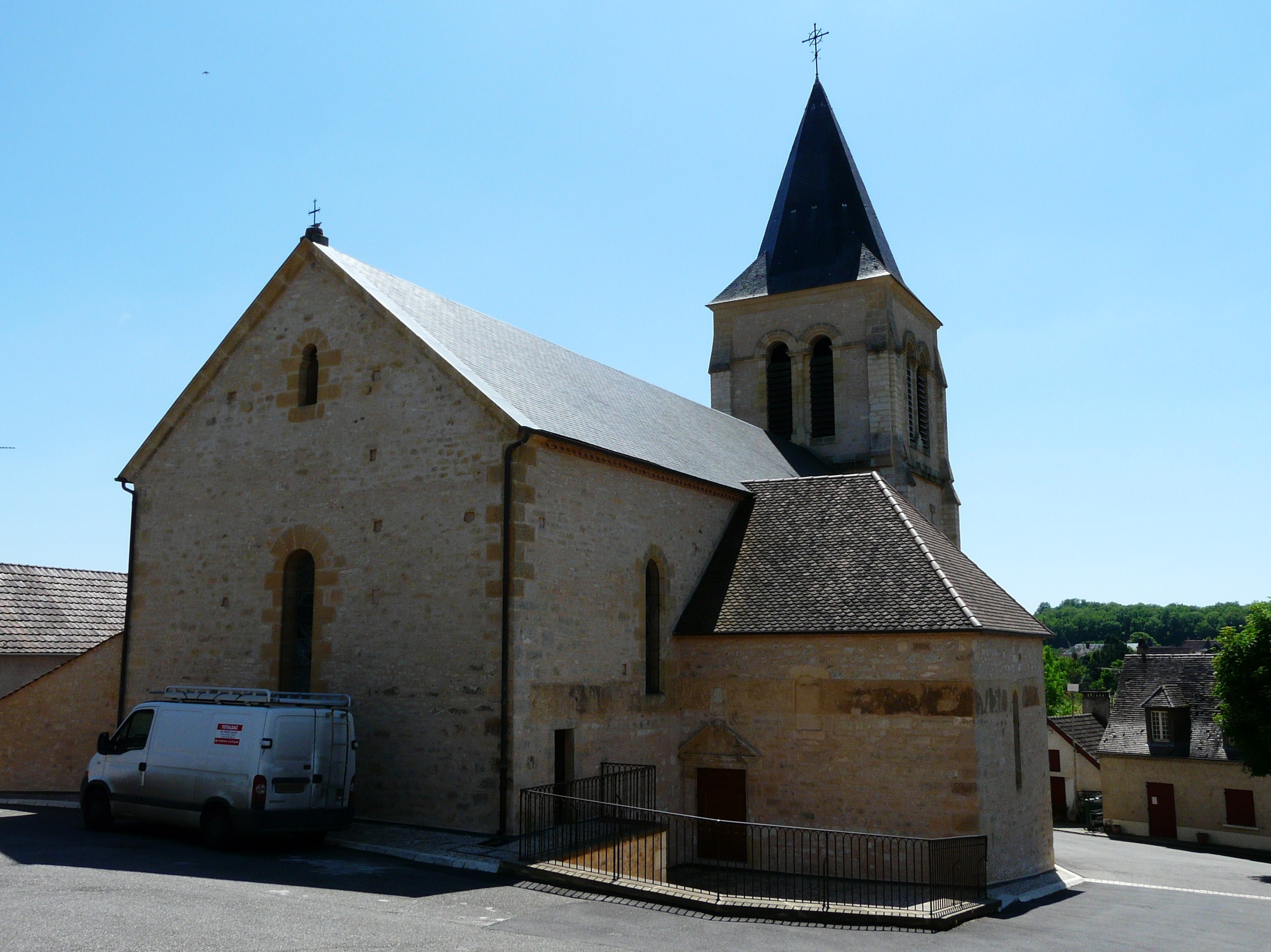
L'église Saint-Martial.
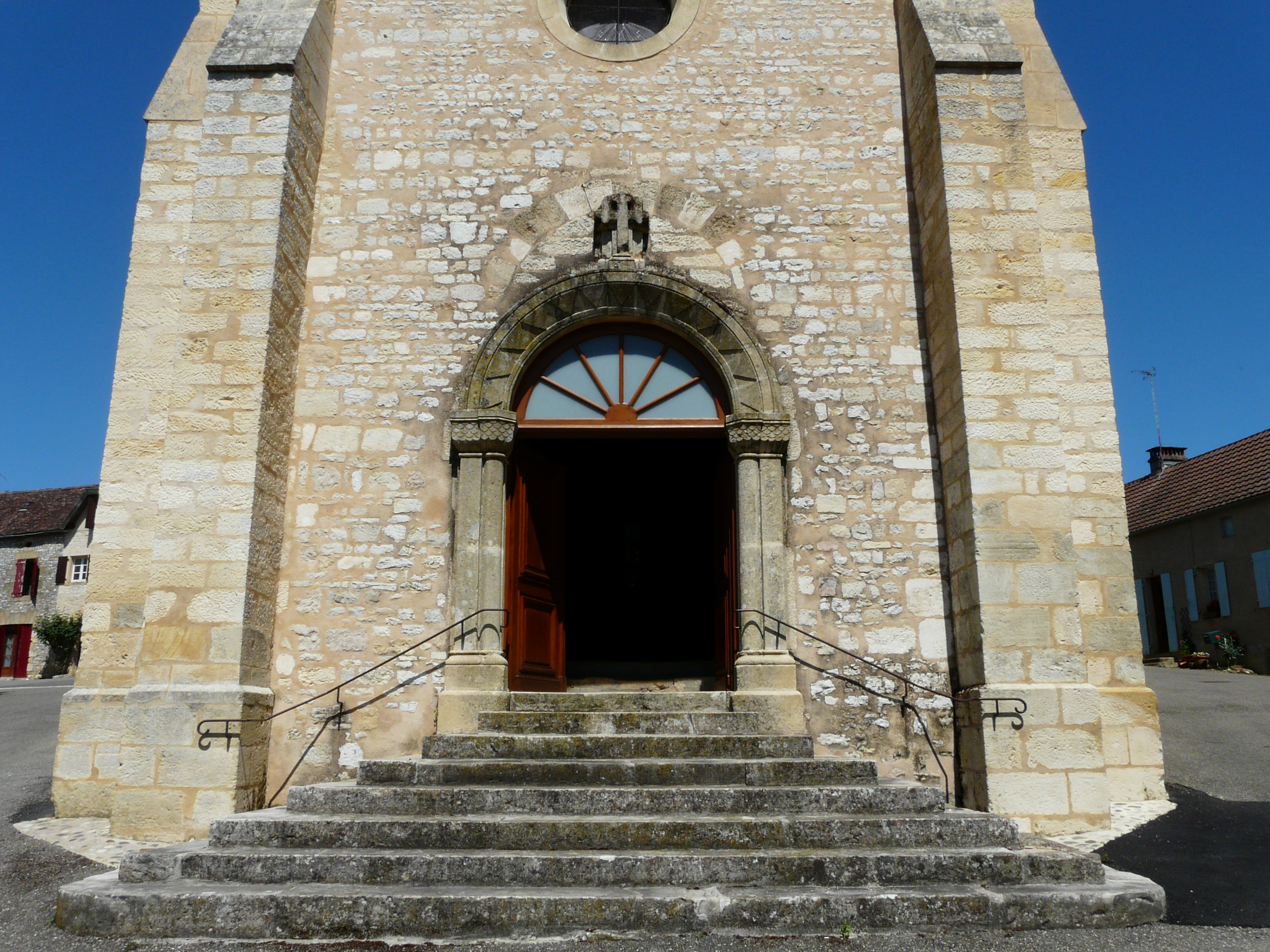
Son portail.
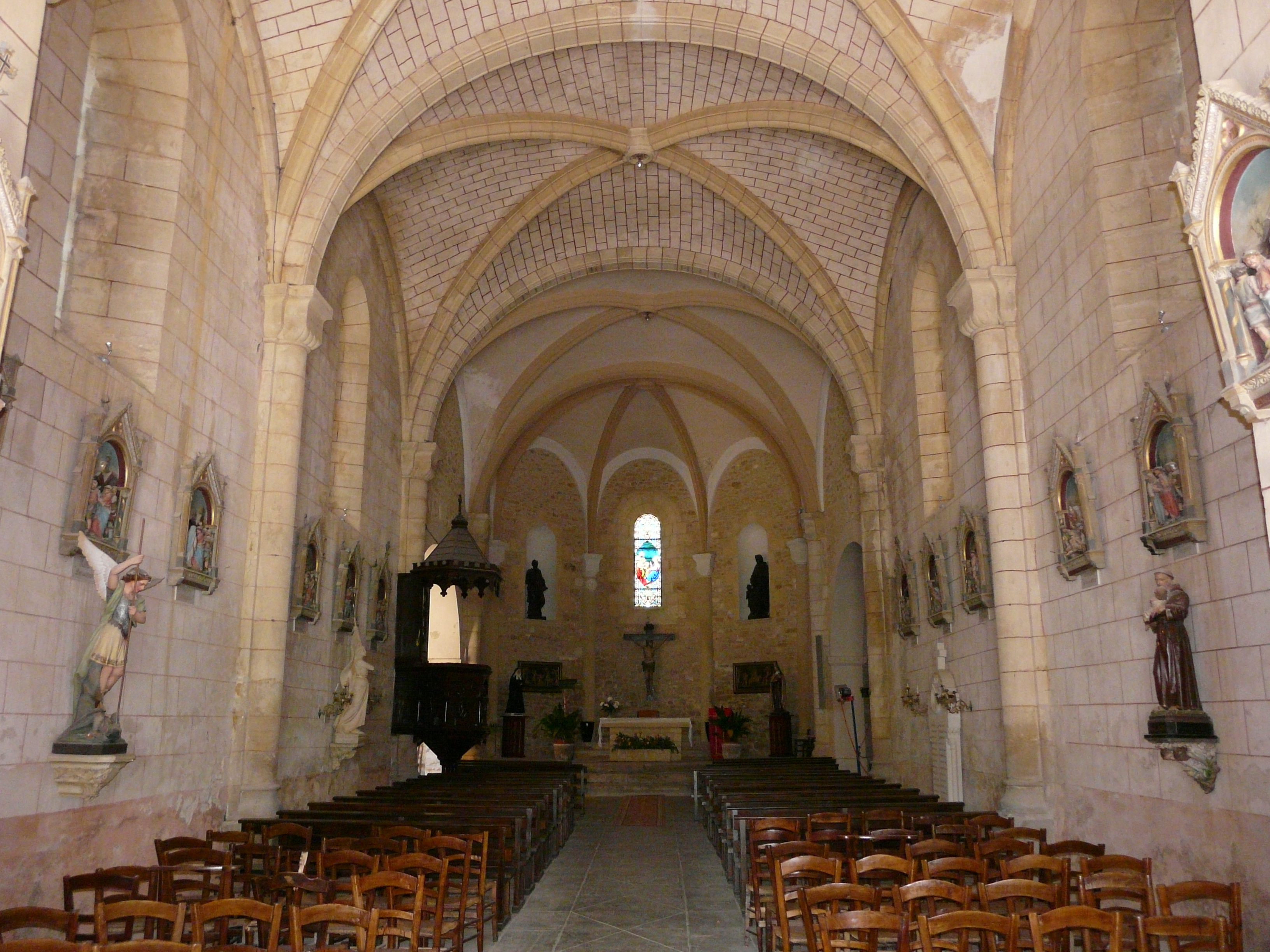
Sa nef.
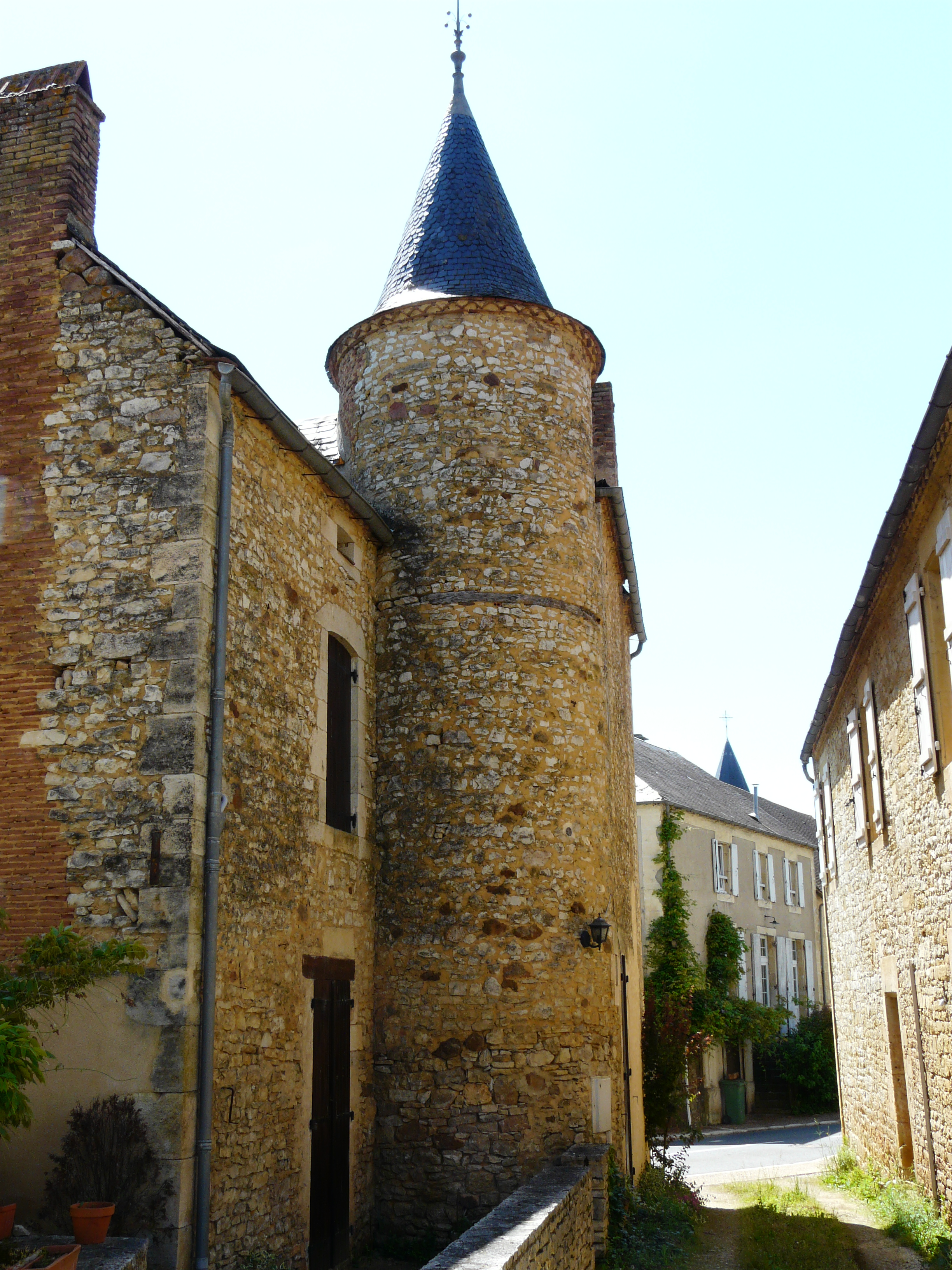
Tour dans le bourg.

## Pour approfondir